# 폴라로이드 작동법
《폴라로이드 작동법》(How To Operate A Polaroid Camera)은 한국에서 제작된 김종관 감독의 2004년 드라마, 멜로/로맨스 영화이다. 정유미, 이정민이 주연으로 출연하였다.

## 출연

### 주연
- 정유미
- 이정민

## 스태프
- 조명: 하진수
- 녹음: 박준오
- 미술: 김종관